# Bacan
Bacan (prima Bachan, Bachian o Batchian, in olandese: Batjan) è un'isola dell'Indonesia, situata nel Mar delle Molucche, che fa parte dell'arcipelago delle Molucche. È l'isola più grande di un arcipelago che porta il suo stesso nome. Amministrativamente appartiene alla Reggenza di Halmahera Meridionale nella provincia di Maluku Settentrionale.

## Storia
Bacan anticamente era governata da un sultanato indigeno, con una struttura politica simile al più potenti sultanati di Ternate e Tidore.
La prima significativa influenza europea nell'isola fu quella portoghese, che eressero una fortezza sull'isola nel 1558. Nel 1609, tuttavia, questa fortezza fu conquistata dalla Compagnia Olandese delle Indie Orientali, che segnò l'inizio del controllo olandese su Bacan.
L'interesse coloniale per Bacan è stato principalmente guidato dal commercio di spezie, fiorenti a Ternate, Tidore e Halmahera. L'isola di Bacan non era particolarmente ricercata per le sue risorse, ma piuttosto, per controllare le isole più preziose nelle vicinanze. Dal 1882 in poi, la Batjan Company tentò di sfruttare l'isola, ma gli sforzi in gran parte fallirono a causa della scarsa conoscenza del suolo, penuria di operai e capacità.
Nel 1889, la monarchia fu sostituita da un consiglio di capi locali, sotto il controllo degli olandesi.
Durante la seconda guerra mondiale l'isola fu occupata dai giapponesi. L'occupazione olandese terminò nel 1949. Nel 1972 l'isola ricevette il suo attuale nome.
Bacan è stata recentemente all'onore delle cronache a causa delle violenze insorte tra i cristiani e i musulmani che abitano l'isola.

## Geografia
A est di Bacan giace l'isola di Halmahera (da cui è separata dallo Stretto di Patinti), a nord le isole Kayoa, Makian, Ternate e Tidore, a ovest l'isola di Mandioli e Kasiruta, a sud le isole di Bisa e Obi. 	
Bacan, insieme alle isole Kasiruta, Mandioli e circa altre ottanta isole, forma l'arcipelago che porta il suo nome.
Bacan ha forma irregolare ed è costituita da due territori montagnosi ben distinti, uniti da un istmo, che nel prossimo futuro potrebbe essere sommerso. La superficie totale di Bacan è di circa 1899,8 km² (secondo altre fonti 2365 km²) con uno sviluppo costiero di 297,3 km. L'isola è in parte di origine vulcanica, e l'esistenza di sorgenti d'acqua termale sono il segno di attività vulcanica. Vi sono, tuttavia, soprattutto nella parte meridionale, rocce antiche di origine non vulcanica. L'altezza massima si raggiunge nel sud dell'isola, con il monte Labua (2.120 metri). Gran parte dell'isola è ricoperta da foreste.

## Flora e fauna
Bacan è per gli zoologi il punto più orientale del mondo abitato dal cinopiteco, una scimmia nera introdotta. L'isola è molto ricca di uccelli (tra i quali il raro (cuculo delle Molucche) e insetti. Bacan (insieme ad Halmahera) è il luogo dove vive l'ape più grande del mondo: l'ape gigante muratore, Chalicodoma plutone.

## Popolazione
L'interno dell'isola è relativamente disabitato e nessuno degli abitanti della costa è indigeno. Essi consistono in sirani (discendenti cristiani dei portoghesi), malesi, papuani, e immigrati di altre isole. Gli abitanti in totale sono circa 13.000. La città più importante sull'isola è Labuha, situata sulla costa ovest dell'isola. Nelle vicinanze si trova la città di Amasing (o Amasingkota), una volta un significativo insediamento dell'isola.

## Lingua
Diverse lingue austronesiane e non austronesiane sono parlate a Bacan, comprese le lingue tobelo, galela, ternate, bajau, e tukang besi. Tuttavia, la lingua franca di Bacan è il bacanese, noto anche come bacan malese (ISO 693-3 btj). Vi sono alcune discussioni sul fatto che il bacan malese sia in realtà una varietà della lingua malese.

## Economia
Le principali attività sull'isola sono la coltivazione di sago, noci di cocco e chiodi di garofano, oltre alla pesca. Sull'isola sono presenti alcuni giacimenti minerari, specialmente carbone.